# کرم‌جم
کرم‌جم خواننده پاپ و بازیگر اهل ترکیه است. او همچنین در زمینه برنامه‌های تلویزیونی نیز فعال است.